# 張惟恕
張惟恕（1494年—？），字子行，河南汝寧府上蔡縣人，明朝政治人物。

## 生平
正德八年（1513年）癸酉科河南鄉試第七十六名。正德十六年（1521年），登辛巳科会试第二百八十一名，第三甲第一百九十名進士，曾官直隸丹陽縣知縣。嘉靖五年（1526年），試江西道監察御史累官易州兵備副使，任內建召公祠。

## 家族
曾祖父張晟；祖父張琳，曾任通判；父親張儼，曾任義官。母李氏。慈侍下。兄张惟京、张惟易（贡士、高密知县）、惟恪、惟寶、惟瀛、惟恩。弟惟悌